# エンマン皇帝史
『エンマン皇帝史』（エンマンこうていし、ドイツ語: Enmannsche Kaisergeschichte (EKG, KG)）は、4世紀に書かれ、今では失われたと推定されているラテン語の歴史書を指す現代の表現。『エンマンの失われた皇帝史』ともいう。
1884年にドイツの学者アレクサンダー・エンマンが、ローマ時代後期の著作群を比較検討して、数多くの類似性を見出し、存続してきた著作群の間には直接の文献的関係、すなわち Eine verlorene Geschichte der roemischen Kaiser und das Buch De viris illustribus urbis Romae（今は失われたローマ皇帝たちの歴史や都市ローマの偉大な人物たちに関する本）があると考えなければ説明できないことを発見した。エンマンは失われた歴史書の存在を前提とした理論を展開し、それがアウレリウス・ウィクトルやエウトロピウス、また『ローマ皇帝群像』の著者ら、多くの著作家たちに共通して利用されていたとした。そのような作品について言及した後期ローマ時代の歴史家たちは誰もいないが、エンマンの分析は、現代では広く受け入れられており、さらに修正が加えられている。中には、ウィム・デン・ボーアのように、そのような書物の存在に疑問を投げかける学者たちもいるが、大多数はこれを受け入れている。
この『皇帝史』は短い歴史書であったと考えられる。対象とされたのは、初代皇帝アウグストゥスから337年ないし357年までの範囲であった。上記の3人の歴史家たちの他にも、フェストゥス、ヒエロニムス、著者不明の『皇帝史略 (Epitome de Caesaribus)』がこの書物を利用したものと考えられている。